# Historia de Nueva Caledonia
Las primeras fuentes escritas sobre la historia de Nueva Caledonia se remontan a su descubrimiento en 1774 por el capitán James Cook, pero el archipiélago ya se encontraba habitado por el pueblo canaco (kanak) desde hacía más de 3000 años.

## Colonización
Dentro del proceso colonizador de las islas de Oceanía Lejana, iniciado en algún momento hacia el 5000 a. C., los habitantes del litoral del sur de la actual China, cultivadores de cereales y arroz, y conocidos genéricamente como austronesios por los arqueólogos, comenzaron a viajar por mar y se instalaron en la isla de Taiwán, desde donde alcanzaron las islas Filipinas. Desde el archipiélago filipino la ola migratoria austronesia prosiguió su ruta para poblar las islas Célebes y Timor, así como las demás islas del archipiélago indonesio, llegando  hacia el 2000 a. C. a Nueva Guinea y el archipiélago Bismarck. Desde allí comenzaron entre el 1500-1000 a. C. la colonización de islas del Pacífico como el archipiélago Salomón, Nueva Caledonia, Vanuatu, Tonga y Samoa. 
Los restos más antiguos de población en Nueva Caledonia encontrados hasta la actualidad se remontan al final del segundo milenio a. C. en torno al 1800-1700 a. C. Se trataba de pobladores de lenguas austronesias que destacaron por su dominio de la navegación de altura y su habilidad en el arte cerámico. En 1917 el geólogo Maurice Piroutet encontró fragmentos de cerámica neolítica en una localidad en la costa oeste del norte de la Gran Tierra, en la playa de Foué cerca del pueblo de Koné. Durante el siglo XX se descubrieron otros yacimientos con restos cerámicos similares y herramientas de piedra tallada no solo en Nueva Caledonia sino en otras islas del Pacífico occidental.
La primera gran campaña arqueológica organizada de Nueva Caledonia tuvo lugar en 1952, y fue dirigida por E. W. Gifford y D. Shutler. Basándose en una expresión de los indígenas que tomaron por el nombre de la localidad, llamaron esta nueva cultura neolítica lapita. Desde entonces y hasta la actualidad, los arqueólogos han realizado varios descubrimientos que han permitido incrementar el conocimiento del pasado pre-europeo del archipiélago neocaledonio. Destacan los hallazgos de Golson (1962), Smart (1968), Frimigacci en la década de 1970 y 1980 y recientemente Jean –Christophe Galipaud y Christophe Sand (de la Universidad de Nueva Caledonia).
Actualmente existe cierto consenso entre los especialistas arqueológicos sobre la tipología de la cerámica neocaledonia. En general se distinguen dos grandes períodos con cinco grandes tipos morfológicos de cerámica.

### Tradiciones de Koné y Podtanéan

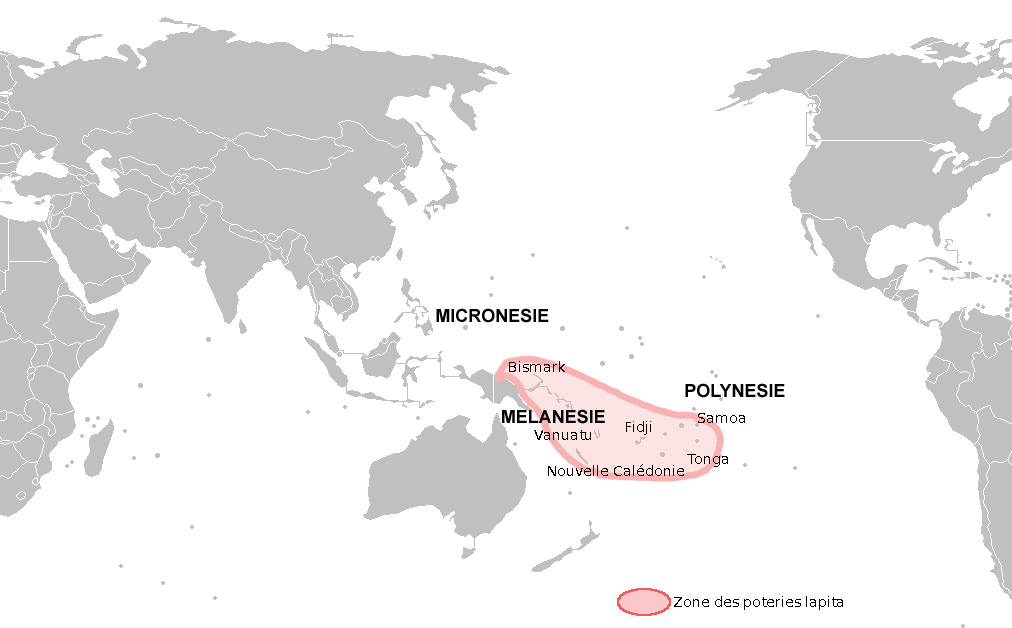
Principales zonas de cerámica lapita.

- Recibe el nombre de Tradición de Koné el período cultural comprendido entre el 1300 – 200 a. C., llamado igualmente lapita en referencia a la cerámica representativa de este período y que ha sido encontrada en gran parte del Pacífico insular y en lugares esencialmente litorales, denotando quizás una utilización comercial e incluso ritual.[1] Este tipo de cerámica ha sido encontrado en ocho yacimientos distintos del litoral, cuatro en la costa oeste de la Grande Terre (Koumac, Koné, Bourail-Nessadiou, Numea), uno en la isla de Pinos (Vatcha) y dos en las islas Loyauté (Luecila en Lifou, y Patho en Maré).

Esta última hipótesis parece confirmada por el hecho de los objetos cerámicos son de factura elaborada con formas complejas, fabricadas con delicadeza y ricamente decoradas con motivos estilizados cuyas características artísticas evolucionan en el espacio y el tiempo. Este tipo de cerámica desapareció de forma bastante brusca en el transcurso del siglo I d. C.
- Paralelamente a Koné se desarrolla otro tipo cerámico, llamado de Podtanéan (derivado del nombre del lugar donde este estilo fue identificado por primera vez) o de pala, que parece haber tenido un uso mucho más práctico como testifica el hecho de que son de formas sencillas y decorados con impresiones más adaptadas a la fabricación que con intencionalidad artística.,[2] pero este estilo alcanzó una difusión más extensa en Nueva Caledonia, sin limitarse a los asentamientos litorales. Además, al contrario que el estilo lapita, la cerámica Podtanéan no llegó a desaparecer del todo, sino que evolucionó hacia decoraciones incisas.[3]

Según las dataciones de carbono 14, los restos de estos dos estilos son los más antiguos del archipiélago, remontándose al 1200 a. C.
Para el arqueólogo neozelandés Roger Green, la coexistencia durante un mismo período de dos tipos de cerámica sería el resultado de dos corrientes migratorias diferenciadas, una teoría que contradice a Frimigacci o Galipaud, según los cuales los dos estilos pertenecerían a una misma población pero serían utilizados con propósitos diferentes.
Como se ha mencionado, la cerámica de tipo lapita desaparece repentinamente en el siglo I d. C. mientras que la cerámica de tipo Podtanéan sigue evolucionando al mismo tiempo que aparecen nuevos tipos de cerámica hasta comienzos del siglo XX.

### Tradiciones de Naia I, Naia II y de Oundjo
El siguiente período cultural se establece entre el 200 a. C. hasta la llegada de los primeros europeos a finales del siglo XVIII y comienzos del XIX y que es conocido conjuntamente como período Naia-Oundjo. Dentro de este extenso período, los arqueólogos distinguen varias tradiciones culturales: en el sur de la Grande Terre de Nueva Caledonia se encuentra las tradiciones de Naia I (yacimientos encontrados esencialmente en el litoral entre Bourail y la isla Ouen) y Naia II (cerámica de pequeño tamaño y mayor difusión que en ocasiones se encuentra en el interior de la isla), mientras que al norte del mismo territorio se encuentra la tradición de Oundjo (de aparición más tardía, posiblemente poco antes de la llegada de los primeros europeos, y dividida en dos subestilos: uno de pequeño tamaño y de forma esférica y otro más voluminoso y ovoide). 
Durante este período los canacos (término procedente del hawaiano “kanaka” que significa “hombre”, y que fue adoptado por los europeos para designar a los pueblos autóctonos del Océano Pacífico, y especialmente de la Melanesia, y que bajo la forma “canaque” tomó una connotación peyorativa en Nueva Caledonia antes de ser reivindicado bajo la grafía Kanak por las poblaciones melanesias del archipiélago) comenzaron a utilizar la técnica de pulimentado de la piedra y desarrollaron su civilización sobre la base de la agricultura (principalmente el cultivo de ñame y taro). Las tribus canacas se enfrentaban utilizando rituales guerreros y practicaban el canibalismo.

## “Descubrimiento”

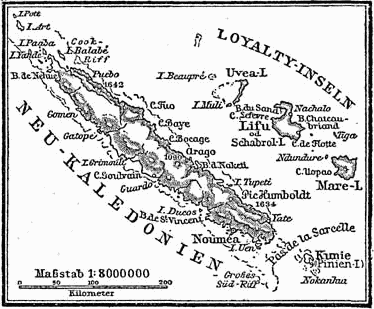
Mapa histórico de la enciclopedia alemana Meyers Konversations-Lexikon donde aparecen las islas de Nueva Caledonia y Loyauté.

El 4 de septiembre de 1774 Colnett, miembro de la tripulación de la HMS Resolution, comandada por el navegante británico James Cook, durante la segunda expedición de este último, fue el primer europeo en descubrir la “Grande Terre” de Nueva Caledonia. Cook la bautizó New Caledonia en honor a Escocia (Caledonia es su antiguo nombre latino). Se dice que el aspecto de las costas de la isla le recordó esta región británica, de la que Cook era originario por parte paterna. El 5 de septiembre tuvo el primer contacto entre los europeos y los canacos en Balade, al sur de la coste nordeste de la Grande Terre. James Cook ordenó seguir el rumbo por la costa oriental de la isla y el 23 de septiembre descubrió Île des Pins (Isla de los Pinos).
Tras el descubrimiento de James Cook, la mayoría de los exploradores que se interesaron por el archipiélago neocaledonio fueron franceses. Es posible que en 1788 la expedición conducida por Jean-François de La Pérouse explorara la costa occidental de Nueva Caledonia a bordo del “Astrolabe” y de “La Boussole”, poco antes de sufrir un naufragio en el arrecife de Vanikoro en las Islas Salomón. En 1793, el contraalmirante francés Antoine Bruny d´Entrecasteaux, enviado por el rey Luis XVI para encontrar a La Pérouse, pasó a lo largo de Nueva Caledonia, exploró la costa oeste de la Grande Terre y se habría detenido por un tiempo en las islas Loyauté. En cualquier caso se atribuye el descubrimiento de estos últimos territorios al explorador francés Jules Dumont D'Urville, que en 1827 cartografió con precisión el archipiélago.
Poco después de 1793 los balleneros europeos comenzaron a interesarse en Nueva Caledonia, donde las ballenas jorobadas pasan el invierno austral. Posteriormente, a comienzos del siglo XIX, los pescadores de holoturia, especialmente apreciada en Asia, comenzaron a aparecer. Sin embargo, es sobre todo a través del comercio de madera de sándalo, desde 1841, y sobre todo a partir de 1846 y 1853, que se incrementan los contactos comerciales y económicos entre europeos y canacos. Los europeos obtenían sándalo a cambio de diversos útiles, armas de acero, objetos de vidrio y herramientas para la pesca. A comienzos de la década de 1850 el comerciante y aventurero británico James Paddon se instaló en la isla Nou en la ensenada de la actual población de Numea, e hizo venir a varios miembros de su familia y artesanos para instalarse permanentemente en la isla (por esta razón los colonos británicos de Nueva Caledonia recibirán el nombre de “colonos Paddon”).

## Colonización europea

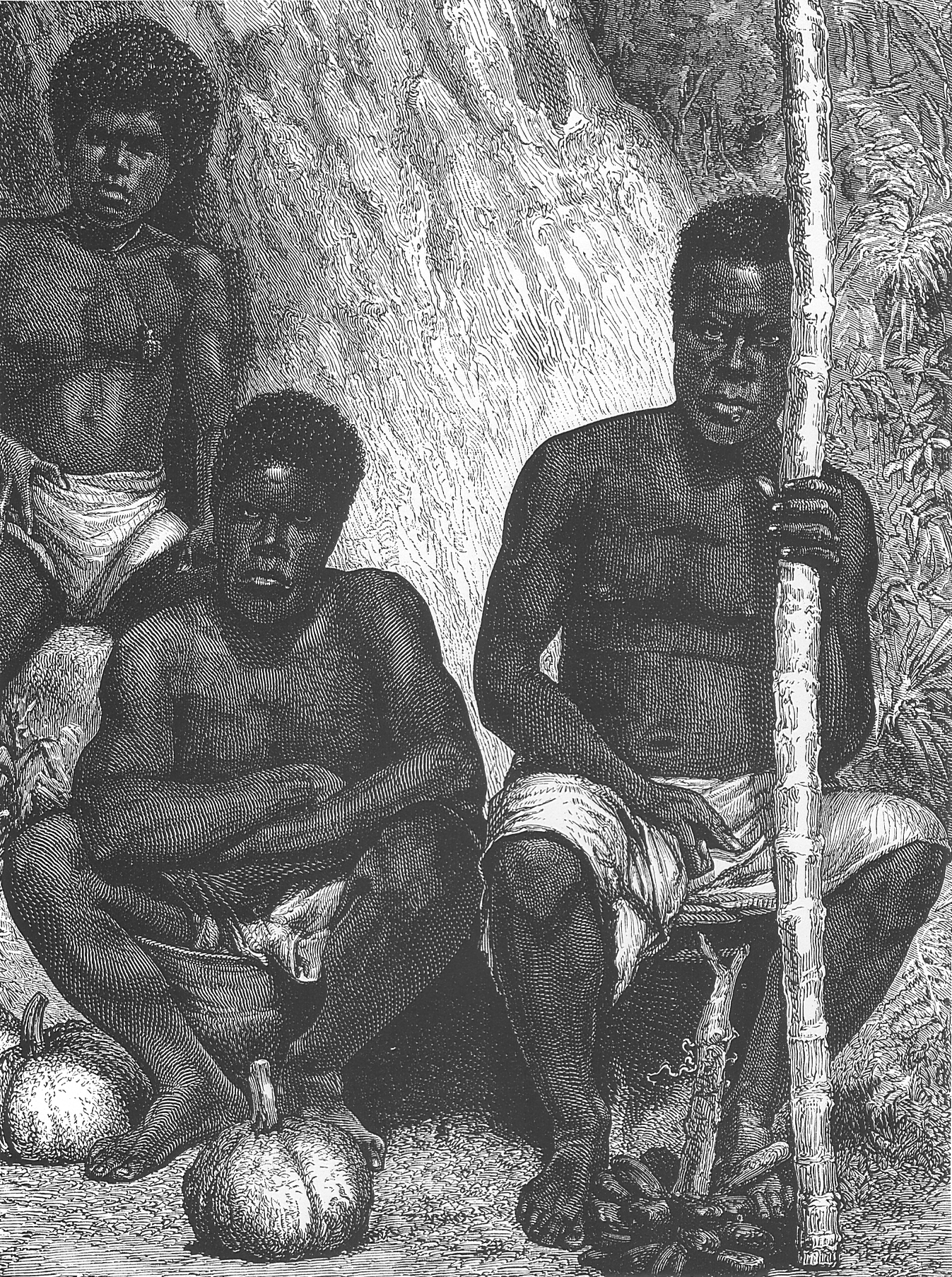
Indígenas de Nueva Caledonia, hacia 1880.

A partir de 1841, los primeros misioneros cristianos comenzaron a instalarse en el archipiélago de Nueva Caledonia. Los anglicanos de la London Missionary Society (LMS) se instalaron en la île des Pins y en las islas Loyauté en 1841, y después en Touaourou en el sur de la Grande Terre en 1842. Si bien la implantación en Loyauté se hizo de forma duradera (estas islas constituyen un asentamiento anglicano incluso en la actualidad), las instalaciones de la île des Pins y de Touaourou fueron desmantelados. En 1864 fue organizada una expedición militar a las islas Loyauté para poner fin a la influencia británica. Por parte católica, una misión de los hermanos maristas, dirigida por Monseñor Douarre, que fue nombrado vicario apostólico de Nueva Caledonia, llegó a Balade en 1843, pero los misioneros católicos fueron expulsados en 1847 antes de poder regresar, de forma permanente, a partir de 1851. Los hermanos maristas también se instalaron, no sin dificultades, en la île des Pins. 
Los misioneros europeos trajeron con ellos nuevas enfermedades, provocando epidemias que afectaron enormemente a la población autóctona. En los primeros años los indígenas fueron reticentes a tratar con los misioneros, a los que atribuían no solo la aparición de epidemias, sino también de las guerras tribales y de otros desastres.
Los misioneros anglicanos y católicos, para asegurarse el dominio sobre el archipiélago llamaron en su ayuda al Reino Unido y a Francia. Pero la llamada de los misioneros a la colonización de las islas no fue el único factor que animó el conflicto por su posesión. Desde hacía varias décadas, ingleses y franceses libraban una carrera colonizadora en varios continentes llamada “la guerra de las banderas”. Además, Francia buscaba un entorno de clima más benigno que la Guayana para instalar una colonia penitenciaria, y Nueva Caledonia parecía un lugar adecuado. Por otra parte, los colonos británicos de Australia apoyaban a su metrópoli para establecer un dominio anglófono sobre las islas del océano Pacífico. Por estos motivos, tanto el Reino Unido como Francia no dejaban de buscar excusas que les permitieran justificar la conquista y colonización de territorios, y fue Francia quien obtuvo la primera ocasión: en el año 1850 se produjo una masacre en Yenghebane en el norte de la Grande Terre, en la que los indígenas asesinaron a varios oficiales y tripulantes de la corveta francesa L´Alcmène enviada en una misión de reconocimiento para estudiar la posibilidad de instalar un asentamiento. La masacre fue el pretexto de Napoleón III de Francia para dar instrucciones a varios navíos de guerra para que tomaran posesión de Nueva Caledonia (con la condición de que el Reino Unido no lo hubiera hecho ya). El 24 de septiembre de 1853 Nueva Caledonia fue proclamada colonia francesa en el asentamiento de Balade por parte del contraalmirante Febvrier Despointes, unida a las posesiones francesas del Pacífico que ya comprendían Tahití. El 29 de septiembre se negoció la anexión de la île des Pins con el gran jefe Vandegou.
El 25 de junio de 1854 los militares franceses desembarcaron al sudoeste de la Grande Terre, en Port-de-France, donde instalaron su cuartel general y una guarnición que se convirtió rápidamente en una pequeña villa que tomó el nombre de Numea el 2 de junio de 1866.
Entre 1853 y 1877 comenzó un movimiento de colonización francés en Nueva Caledonia. Los primeros militares franceses que habían participado en la conquista se apoderaron de millares de hectáreas de tierra y expulsaron a los nativos de los terrenos más fértiles. La población indígena fue víctima de varias masacres.
.

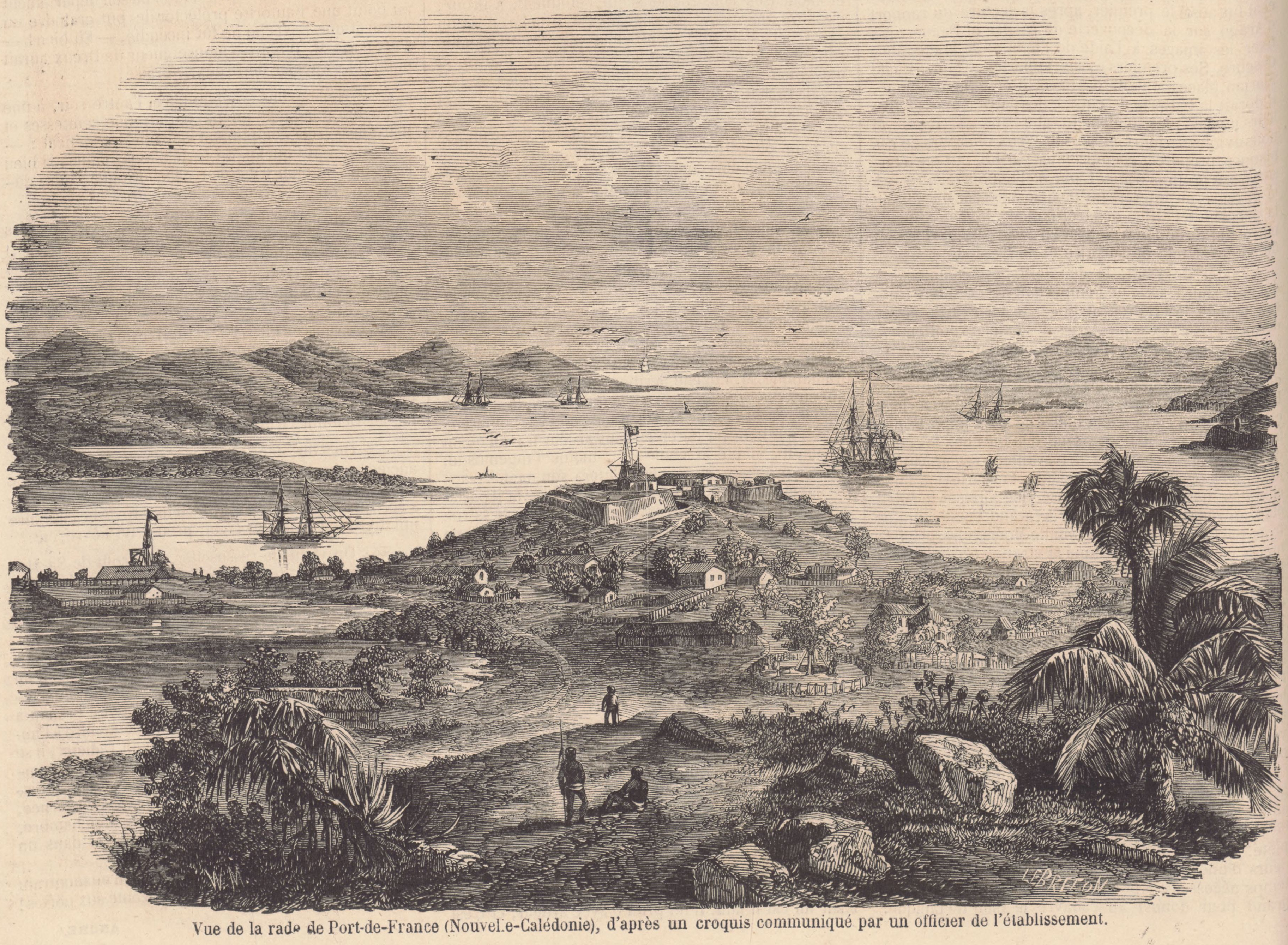
Vista de la ensenada de Port-de-France (futura Numea) en 1857.

En 1860 la colonia de Nueva Caledonia fue separada administrativamente de Tahití y fue nombrado su primer gobernador, el contraalmirante Guillain, que comenzó a organizar una colonia penal y la distribución de tierras (no solo para que los presos cumplieran su pena sino también para confiarles tierras una vez cumplida su pena y pudieran instalarse definitivamente). Al mismo tiempo se creó la institución del “indigenado”, reservas para los indígenas organizadas a partir de las tribus o “chefferies” (“jeferías”) ya existentes divididas en distritos. El primer convoy penitenciario llegó en 1864 (criminales y delincuentes comunes con delitos de muy diversa gravedad).
Los presos continuaron llegando entre 1864 y 1897. Tras el estallido revolucionario de la Comuna de París en 1871, Nueva Caledonia sirvió como destino de deportación a muchos miembros de la Comuna condenados en consejos de guerra por orden del gobierno de Thiers. Estos condenados políticos fueron llamados “deportés” o “communards”. Entre ellos destacan Henri Rochefort, que se negó a escapar a la represión tras el fin de la revolución y Louise Michel. A los communards se unieron los argelinos que participaron en la revuelta del sheik El Mokranien en 1871. La administración penitenciaria o “Tentiaire”, acumuló gran riqueza y poder, ocupando a la mayoría del funcionariado colonial. Además, muchos de los presos que redimían sus penas acababan trabajando para la administración penitenciaria.
Paralelamente se desarrolló una colonización civil aunque de forma desorganizada, con “pioneros” llegados de Francia, y especialmente de Alsacia y Lorena, a los que se añadieron los perdedores de la “fiebre del oro” australiana o familias que habían sido obligadas a emigrar por la falta de tierras, recursos o por razones sociales, económicas o políticas para probar suerte en las colonias. Estos primeros colonos se asentaron sobre todo en la costa oeste de la Grande Terre, en los terrenos adyacentes a Numea y en Païta, Boulouparis, Moundou y Koné, entre otros asentamientos. El descubrimiento de garnierita por parte de Jules Garnier en 1866 comenzó la explotación de este mineral, lo que atrajo a numerosos comerciantes y provocó un auge financiero durante varios años (que pronto fue frenado por varias quiebras económicas especialmente la del banco Marchand en 1878). La primera colonización realmente estructurada procedía de la Isla de Reunión, como parte de un proyecto para cultivar caña de azúcar en Nueva Caledonia (y que no tuvo éxito).
En 1874 tras la evasión de seis “communards” deportados con Henri Rochefort, el gobernador Gautier de la Richerie fue sustituido por Léopold de Pritzbuër. Según el decreto del 12 de diciembre de 1874 firmado por Patrice de Mac Mahon los poderes del gobernador de Nueva Caledonia fueron igualados a los del director de la “administración penitenciara”.
El 22 de julio de 1884 fue nombrado el primer gobernador civil de Nueva Caledonia, y entre 1884 y 1894 se sucedieron los siguientes gobernadores:
- Le Boucher (22 de julio de 1884 - 13 de mayo de 1886)
- Teniente coronel Orius (mayo-junio de 1886)
- Louis Nouet (5 de junio de 1886 – 30 de julio de 1888)
- Morrachini, después Coronel (30 de julio de 1888 – 12 de enero de 1889)
- Noêl Pardon (12 de enero de 1889 -14 de abril de 1891)
- Laffon (14 de abril de 1891 – 16 de diciembre de 1892)
- Picquie (16 de diciembre de 1892 – 21 de febrero de 1894)
- Ghouarhou (21 de febrero de 1894 – 1895)

En 1895 el nuevo gobernador, Paul Feillet puso fin a la colonización penal, y mediante varias campañas de reclutamiento en Francia hizo venir a Nueva Caledonia hizo llegar la primera oleada organizada de emigración de importancia: los “colonos Feillet”, llegados con el proyecto de instalar plantaciones de café en el archipiélago, y que constituyó un fracaso parcial, debido a las difíciles condiciones de vida (tras su llegada, las familias de colonos quedaban prácticamente a sus propias expensas), el alejamiento de la civilización (en ocasiones era necesario que el aprovisionamiento se complementara en barco). Los colonos europeos recibieron tierras para cultivar café, mientras que los colonos asiáticos se dedicaron a las explotaciones mineras que comenzaron en 1910. Una última oleada de colonización se produjo durante la década de 1920, cuando llegaron los “colonos del Norte”, procedentes principalmente del norte de Francia, y que trataron de cultivar algodón, con un completo fracaso.
Un hecho notable es que Nueva Caledonia fue, junto con Argelia, la única colonia que fue activamente colonizada con población francesa civil. La llegada de los franceses llegó finalmente a igualar en número a la población autóctona (llamados “caldoches”). Mientras llegaba la colonización europea, los canacos siguieron sometidos al régimen de “indigenato” (que no fue abolido hasta 1946) y a los que no se permitía salir de las reservas. Azotados por las enfermedades, el alcoholismo y la malnutrición, la población indígena, que era estimada en unos 100.000 habitantes en 1853, fue reducida a 20.000 en 1920.

### Los indígenas durante la colonización
Frente a la organización de la colonia europea los canacos reaccionaron con rechazo y a menudo con violencia: si bien las revueltas fueron puntuales, débiles y fácilmente reprimidas entre 1853 y 1878, la gran insurrección de 1878 del gran jefe Ataï provocó la muerte de numerosos colonos de Païta, La Foa y Boulouparis y la administración colonial no consiguió acabar con la revuelta sin la ayuda de las tribus rivales de Ataï, que fue capturado y decapitado por sus enemigos indígenas (la cabeza fue enviada a París y conservada en un tarro). Otras revueltas de importancia tuvieron lugar en 1913 y 1917, siendo esta última dirigida por el jefe Noël Doui, que también fue decapitado por otros canacos rivales.
En 1931 un grupo de indígenas canacos fue expuesto dentro de una jaula durante la Exposición Colonial Interracial de París.

### Segunda Guerra Mundial
.

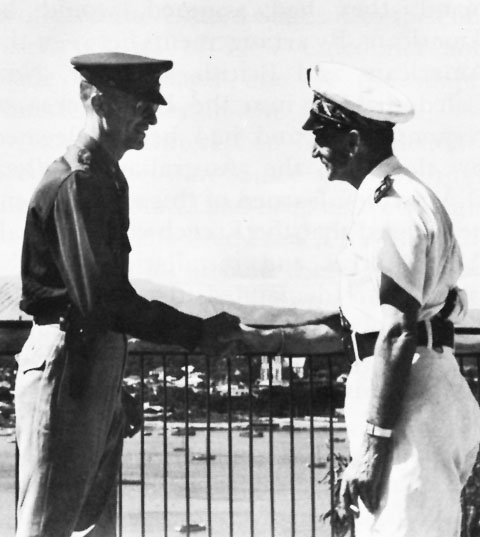
Georges Thierry d'Argenlieu (a la derecha), gobernador de Nueva Caledonia en nombre de la Francia Libre, con el brigadier general Alexander Patch, comandante de la “Poppy Force” estadounidense, en Numea.

Durante la Segunda Guerra Mundial, Nueva Caledonia se unió a la Francia Libre en 1940 y se convirtió en una base para los estadounidenses durante sus campañas militares en el Pacífico. El 12 de marzo de 1942 varias decenas de miles de soldados, que constituían la “Poppy Force” llegaron a Nueva Caledonia: se trataba de una gran presión demográfica para un territorio tan pequeño. Se crearon varios aeródromos en Tontouta, Gaïacs y otros lugares; centros hospitalarios en Anse-Vata, Conception y Dumbeá, al norte de Bourail, etc. Esta presencia estadounidense introdujo en Nueva Caledonia varios elementos del modo de vida americano: el baile, la coca-cola, el chicle, etc. Varios barrios de Numea todavía conservan nombres de lugares militares americanos: “Motor Pool”, “Receiving”, etc.
En solo unos meses los militares estadounidenses dotaron la colonia de Nueva Caledonia de más infraestructuras (algunas de las cuales se conservan hoy en día) que Francia en un siglo de colonización.

## Historia contemporánea: el estatuto político de Nueva Caledonia

### Período de postguerra
Tras la Segunda Guerra Mundial, los canacos esperaban beneficiarse del movimiento de descolonización para liberarse del dominio francés. En 1946 el código del “indigenato” fue suprimido y los indígenas de Nueva Caledonia obtuvieron la ciudadanía francesa, aunque no obtuvieron completamente el derecho al voto hasta 1957
Nueva Caledonia adquirió el estatuto de Territorio de Ultramar según las leyes dictadas por el gobierno de Gaston Defferre en 1957 con una mayor autonomía administrativa. Pero estas medidas no impidieron la formación de un movimiento descolonizador que también se extendió por otras colonias francesas en la década de 1960. Sin embargo, el proceso descolonizador de Nueva Caledonia y otros territorios franceses del Pacífico fue brutal y violento: en 1963 el Consejo de Gobierno, el órgano administrativo del archipiélago, quedó sometido a la autoridad de la figura del gobernador y en 1968 la ley Billote retiró a la Asamblea territorial de Nueva Caledonia la mayor parte de sus poderes, entre ellos la explotación del níquel.
En la década de 1960 la población canaca se hizo mayoritaria, para inquietud de los colonos descendientes de los europeos y asiáticos, debido a las reivindicaciones de los indígenas. Esta situación llevó a las autoridades francesas a fomentar la emigración hacia Nueva Caledonia, facilitada por un nuevo auge en la explotación minera del níquel que ofrecía una buena perspectiva económica. Entre 1969 y 1976 la población del archipiélago acogió 20.000 nuevos inmigrantes. Si bien los canacos eran más numerosos que los franceses (55.000 canacos frente a 50.000 franceses en 1976), su mayoría era matizada por la presencia de otras comunidades alógenas 26 000 asiáticos, polinesios y otros emigrantes.

### Movimiento independentista

Bandera canaca independentista.

Tras el surgimiento de los acontecimientos y fenómenos ideológicos y sociales de mayo de 1968, en Nueva Caledonia apareció una reacción a la centralización “gaullista” que había puesto fin a los principios de autonomía de la ley de 1956 y que había puesto la gestión y el desarrollo económico (vinculado especialmente a la explotación del níquel) directamente bajo la tutela del estado francés. El movimiento independentista fue fomentado por la aparición de países independientes en el Pacífico: Samoa (1962), Nauru (1968), Fiyi y Tonga (1970), Papúa-Nueva Guinea (1975), Islas Salomón y Tuvalu (1978), Kiribati (1979), Vanuatu (1980). Este escenario provocó la aparición de varios movimientos radicales canacos que comenzaron a reivindicar la independencia, especialmente los “Foulards Rouges” (Pañuelos Rojos) y el “Groupe 1878” (Grupo 1878), que se estructuraron políticamente en un Comité de coordinación por la independencia enfrentado a la Unión multirracial de Nueva Caledonia, un movimiento formado por disidentes canacos de la “Union calédonienne”, que se oponían a la independencia total. Los Foulards Rouges y el Groupe 1878 se unieron en el congreso de Temala en diciembre de 1975 en el seno del Partido de Liberación Kanak (Palika). Bajo el liderazgo de los independentistas más moderados, representados por Jean-Marie Tjibaou el partido comenzó una reconquista cultural de la identidad kanak organizando en 1975 un festival de artes melanesias. Bajo el impulso de Tjibaou, la Union calédonienne optó oficialmente por la independencia en el congreso de Bourail de 1977, que formó con el Palika y otros movimientos soberanistas el Frente Independentista en 1979. Por otra parte, los melanesios opuestos a la independencia se unieron en la Confederación por Caledonia en la República (CCR), fundada por Jacques Lafleur y que desde 1978 se aliaron políticamente con Jacques Chirac. Desde 1981, tras la elección de François Mitterrand, las exigencias independentistas han sido continuas.
En 1984 los enfrentamientos entre ambas tendencias políticas alcanzaron su paroxismo con la aparición del Frente de Liberación Nacional Canaco y Socialista (FLNKS), que sustituyó al Frente Independentista, y que decidió boicotear las elecciones territoriales y bloquear las carreteras. La muerte del secretario general de la Union calédonienne y del jefe del ala radical de este partido Eloi Machorro el 12 de enero de 1985 tensaron la situación, y los enfrentamientos entre los opositores y partidarios de la independencia degeneraron pronto en una guerra civil y conflictos étnicos entre 1984 y 1988. Los radicales de ambos bandos formaron milicias que recurrieron a la violencia, y los gobiernos sucesivos trataron de restablecer la calma, mientras las familias de los “traidores” eran atacadas y se produjeron varios asesinatos en Numea contra las propiedades de varios líderes independentistas como el antiguo diputado Maurice Lenormand. La violencia culminó en 1988 con la toma de rehenes de Ouvéa, en la que varios independentistas radicales capturaron a varios policías en la isla de Ouvéa. El 5 de mayo de 1988, a solo unas horas de la segunda vuelta de las elecciones presidenciales entre François Mitterrand y su primer ministro Jacques Chirac, la gendarmería nacional francesa mediante el escuadrón de intervención de paracaidistas emprendió la “operación Víctor” para liberar a los rehenes. La operación se saldó con la muerte de 19 independentistas y dos militares.

### Los acuerdos de Matignon y Numea
Este episodio llevó a los dos bandos y a sus líderes a negociar mediante la mediación del primer ministro francés Michel Rocard, y las negociaciones concluyeron el 26 de junio de 1988 con la firma de los Acuerdos de Matignon, aprobando un estatuto transitorio de diez años que concluiría en un referéndum de autodeterminación en la que los neocaledonios se pronunciarían a favor o en contra de la independencia.
El 4 de mayo de 1989 en la isla de Ouvéa el presidente del independentista FLNKS, Jean Marie Tjibaou y su secretario general Yeiwéne Yeiwéne, fueron asesinados. Su asesino, Djubelly Wéa, un antiguo pastor y militante del Palika, consideraba una traición la firma de los acuerdos con el estado francés y sus adversarios antiindependentistas de la CCR.
A medida que se acercaba la fecha del referéndum los sondeos provinciales indicaban sin ninguna duda que el “no” a la independencia terminaría imponiéndose y para preservar la frágil paz local, independentistas y no independentistas se reunieron para negociar nuevos acuerdos con el estado. El Acuerdo de Numea de 5 de mayo de 1998 estableció una gran autonomía para Nueva Caledonia (con transferencias progresivas de competencias), el establecimiento de un gobierno común y una doble ciudadanía (una ciudadanía francesa que puede ser reclamada por todos los habitantes del territorio y una ciudadanía neocaledonia reducida solo a nativos o personas residentes en Nueva Caledonia desde 1994). Esta disposición será revisada en un nuevo referéndum por la independencia que se celebrará en el segundo semestre de 2018.